# منارة بوينت أتكينسون
منارة بوينت أتكينسون (بالإنجليزية: Point Atkinson Lighthouse)‏ هي منارة أقيمت في بوينت أتكينسون، وهو رأس في جنوب غرب كولومبيا البريطانية سُمّي على يدِ القبطان جورج فانكوفر في عام 1792، عندما كان يستكشف شمال غرب المحيط الهادئ في السفينة ديسكفري. دخلت أول منارة خشبية للخدمة في عام 1875 وتم استبدالها بهيكل من الخرسانة المسلحة في عام 1914.

## التاريخ
كانت المنارة الأولى في الموقع عبارة عن هيكل خشبي مع منزل حارس متصلٍ بها، بناه آرثر فيني من نانايمو في عام 1874. لم تدخل الخدمة حتى العام الموالي. أضاءت المنارة لأول مرة في 17 مارس 1875. كان الضوء 95 قدم (29 م) فوق سطح البحر وكان مرئيًا لمدة 14 ميل (23 كـم). عندما كانت الرؤية ضعيفة، كان قباطنة السفن يطلقون ضبابهم ثلاث مرات، مما دفع حارس الضوء إلى ضخ بوق يدويًا حتى يُشير إلى السفينة إلى أنه من الآمن التوقف.
في عام 1889، طالبت السفن البخارية الكندية في المحيط الهادئ بإضافة إنذار ضباب. أُضيفَ هذا فعلًا في مبنى منفصل إلى الغرب من المنارة. كان يحتوي على أسطوانة دوارة مدفوعة بالبخار لإصدار صوت مسموع. في عام 1902، تم استبدال هذا بجهاز إنذار ضباب يتحرك فيه مكبس مشقوق داخل أسطوانة مشقوقة مماثلة.

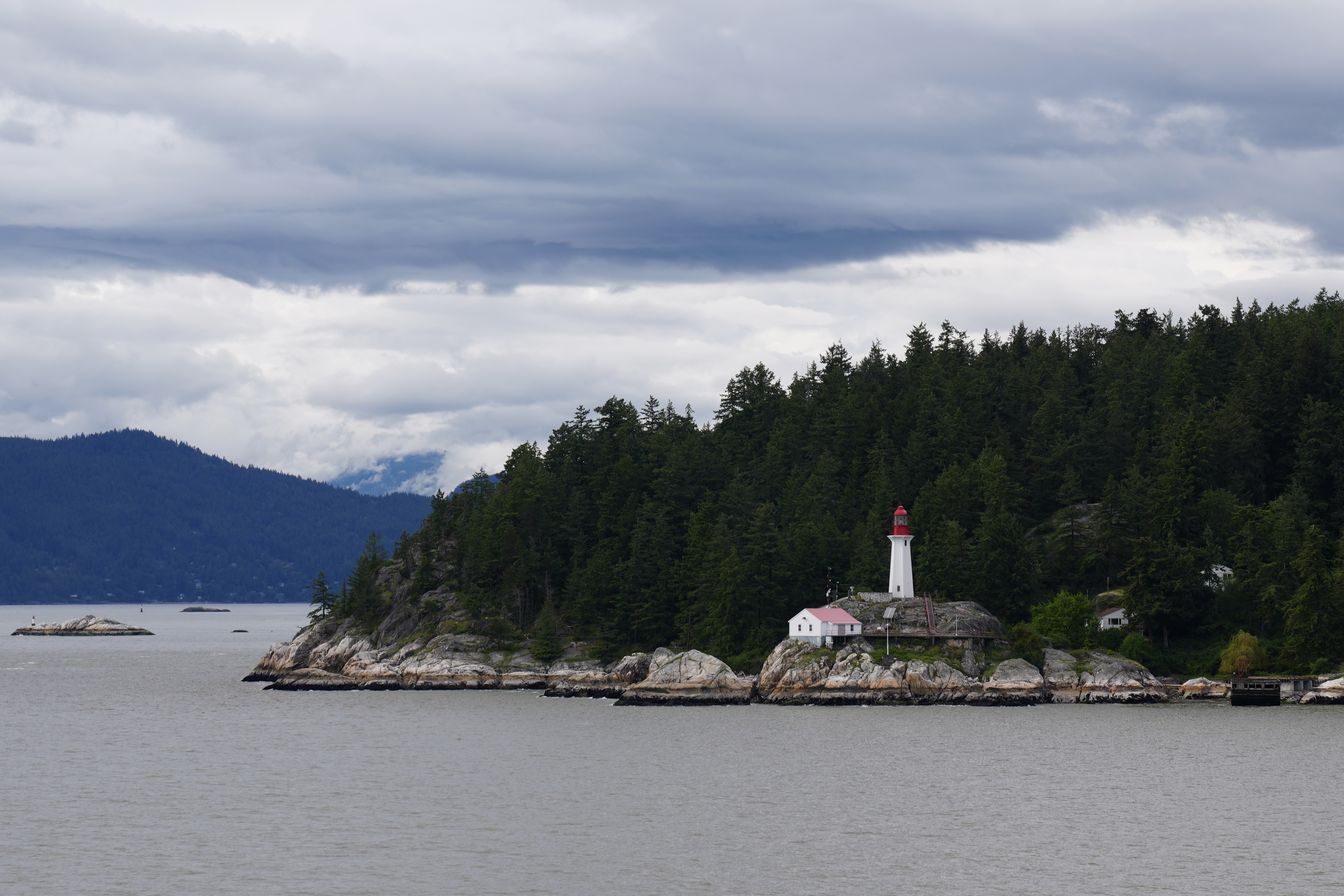
منارة بوينت أتكينسون في مايو 2022

تم بناء المنارة الحالية في عام 1914 على صخور الجرانيت البارزة في خليج بورارد في غرب فانكوفر، كندا. تم اعتبار الهيكل الخرساني في ذلك الوقت مبتكرًا في تصميم المنارة. هو الآن آلي ولا يزال قيد الاستخدام. يُمكن الوصول إلى منارة بوينت أتكينسون عن طريق المشي لمسافات طويلة في وادي تريل (بالإنجليزية: Valley Trail)‏ في حديقة المنارة (بالإنجليزية: Lighthouse Park)‏.

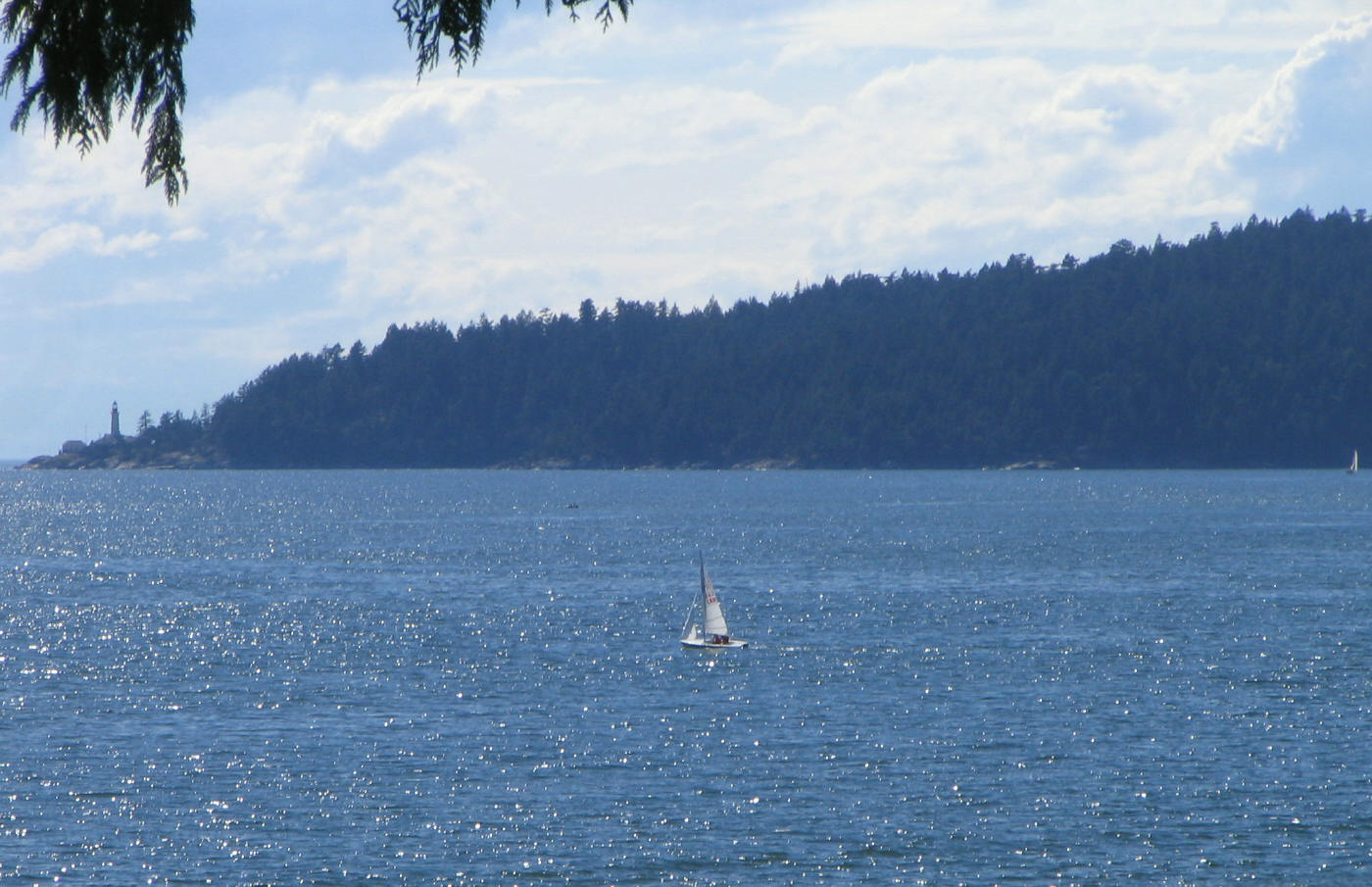
حديقة المنارة كما تراه من ألتامونت في الشرق

## الحراس
- إدوارد وودوارد 1874-1877
- روبرت جي ويلوود 1877-1880
- والتر إروين 1880-1910
- توماس ديفيد جرافتون 1910-1933
- لورنس والتر جرافتون 1933-1935
- إرنست تشارلز داو 1935-1961
- جوردون أودلوم 1961-1976
- جيمس بار 1976-1978
- أوسكار إدواردز 1978-1980
- جيرالد د. واطسون 1980-1996
- دونالد جراهام 1980-1996 [2]